# Leopoldo Elia
Leopoldo Elia (ur. 4 listopada 1925 w Fano, zm. 5 października 2008 w Rzymie) – włoski prawnik, nauczyciel akademicki i polityk, minister i parlamentarzysta.

## Życiorys
Absolwent studiów prawniczych, pracował zawodowo jako wykładowca akademicki na uniwersytetach w Urbino, Ferrarze, Turynie i Rzymie, uzyskując profesurę. W 1976 został wybrany przez parlament w skład Sądu Konstytucyjnego. Od 21 września 1981 do 7 maja 1985 był jego przewodniczącym.
W rządzie Carla Azeglia Ciampiego był ministrem bez teki ds. reform wyborczych i instytucjonalnych. W okresie od 19 kwietnia 1994 do 10 maja 1994 pełnił jednocześnie obowiązki ministra spraw zagranicznych po rezygnacji Beniamina Andreatty. Trzykrotnie Leopoldo Elia sprawował mandat parlamentarzysty z ramienia Chrześcijańskiej Demokracji (senatora X kadencji) i Włoskiej Partii Ludowej (deputowanego XII kadencji i senatora XIII kadencji). W 2001 wycofał się z działalności politycznej.

## Odznaczenia
W 1975 odznaczony Krzyżem Wielkim Orderu Zasługi Republiki Włoskiej.